# Heilige Drievuldigheidskerk (Heerlen)
De Heilige Drievuldigheidskerk is een voormalig kerkgebouw in de buurt Schaesbergerveld in de wijk Meezenbroek-Schaesbergerveld in de gemeente Heerlen in de Nederlandse provincie Limburg.
Het kerkgebouw is gewijd aan de Heilige Drievuldigheid.

## Geschiedenis
Na de stichting van de nieuwe parochie maakte men gebruik van de Sint-Pancratiuskerk. De parochie bestond uit een deel van de moederparochie plus een groot deel nieuwbouw. Vanaf 1954 namen ze de gymnastiekzaal van de Katholieke Kweekschool in gebruik als noodkerk. 
Op 2 mei 1954 werd de eerste steen gelegd van de nieuwe kerk. Deze was naar het ontwerp van de Maastrichtse architect Eugène Hoen. Op 24 december 1954 werd het kerkgebouw in gebruik genomen en in september 1959 werd de kerk geconsacreerd.
Op 1 januari 2005 werd het kerkgebouw aan de eredienst onttrokken. Enkele zaken uit de kerk kregen elders onderdak: twee zandstenen beelden van Jozef en Maria (ca. 1958) gemaakt door Wim van Hoorn, werden overgebracht naar de Mariakerk in Elsloo. De kruiswegstaties van zijn hand werden in 2006 herplaatst in de Heilig Hartkerk in Schandelen (Heerlen). Het Verschueren-orgel uit 1959 werd ondergebracht in de Verschijning van de Onbevlekte Maagd en Pius X-kerk in Molenberg]. 
In 2019 werd het gebouw gesloopt, omdat er geen andere bestemming werd gevonden.

## Opbouw
Het niet-georiënteerde kerkgebouw bestaat uit een driebeukig schip met zes traveeën in basilicale opstand, twee dwarsbeuken en een koor, Het kerkgebouw heeft geen kerktoren. Het middenschip wordt gedekt door een zadeldak, de zijbeuken door lessenaarsdaken. Aan de zuidzijde van de kerk bevindt zich de doopkapel.
Boven de entree was een driedelig reliëf geplaatst van Christus en de Apostelen, van het kunstenaarsechtpaar Frans Gast en Margot Glebocki.